# Шульгина, Екатерина Григорьевна
Екатерина Григорьевна Шульгина (до замужества — Градовская; 1869 — 24 апреля 1934) — российская и советская актриса и публицист, двоюродная сестра и первая жена В. В. Шульгина:683.

## Биография
Екатерина Григорьевна была дочерью коллежского советника, писателя и публициста Г. К. Градовского, принадлежавшего дворянскому роду литовско-русского происхождения. Она приходилась своему будущему мужу двоюродной сестрой — мать Шульгина и мать Градовской были родными сёстрами. Венчались Шульгин (на то время студент Императорского университета Святого Владимира) и Градовская 20 января 1899 года (жениху — 21, невесте — 31 год) в Покровской церкви города Одессы. Поручителями при венчании выступили: податной инспектор 2-го участка города Киева, титулярный советник Сергей Григорьевич Градовский и потомственный дворянин Виталий Григорьевич Градовский, студент Университета Св. Владимира Андрей Дмитриевич Смирнов и дворянин Фёдор Николаевич Вуич. Местом венчания была выбрана удалённая от Киева Одесса, так как в Киеве венчание было невозможно ввиду близкого родства между молодыми.
Сотрудничала в газете «Киевлянин» — писала политические статьи под псевдонимами: Алексей Ежов, А. Ежов, Е. А. Вела в «Киевлянине» рубрику «Впечатления». Отстаивала крайне правые взгляды, в числе прочих использовала псевдоним Союзница. Во время Гражданской войны член организации «Азбука». В 1918 году — товарищ председателя киевского национально-культурного общества «Русь». В квартире Шульгиных в Киеве само-собой образовалось подпольное представительство Добровольческой армии. Во время власти красных в Одессе в 1919 году Шульгина была арестована одесской ЧК, но ей удалось спастись. В отряде Стесселя, во время эвакуации Одессы в феврале 1920 года она была медсестрой, в то время как её муж и оба её живых сына были в отряде бойцами. Как и большинство членов отряда Шульгины выбраться за границу не смогли и были вынуждены остаться в Советской России. Шульгину с сыновьями удалось летом 1920 года перебраться в белый Крым, а Екатерина Григорьевна осталась в красной Одессе.
Позже Шульгин выяснил, что его жена жива (она как-то дала о себе знать за границу) и смог за какие-то деньги организовать её побег на Запад из Советской России. В январе 1922 года Е. Г. Шульгина с документами на имя крестьянки Орловской губернии А. К. Тереховой пересекла советско-польскую границу.
В 1920-х годах входила в Политический семинар, созданный П. Б. Струве в Праге. Была членом Союза русских писателей и журналистов в Чехословакии.
В 1923 году дала согласие на развод с В. В. Шульгиным, что б тот мог венчаться со своей второй женой — М. Д. Седельниковой. С последней у Екатерины Григорьевны, по воспоминаниям Шульгина, установились ровные, даже приятельские отношения. Проживала в столице Королевства Сербов, Хорватов и Словенцев Белграде.
Покончила жизнь самоубийством. В её роду были психически больные люди. Так, её отец под конец жизни стал почти умалишённым. Сама Екатерина Григорьевна была неуравновешенна, склона к депрессивным состояниям, часто впадала в беспричинную грусть. Как вспоминал В. В. Шульгин, она иногда просила его: «Я, может быть, когда-нибудь сойду с ума. Так я тебя прошу: не отдавай меня в сумасшедший дом». Психическое состояние Екатерины Григорьевны ухудшилось в тот период, как вспоминал об этом В. В. Шульгин, из-за сложных отношений между ней и первой женой младшего сына Дмитрия.
В 1934 году, в середине апреля, когда весенний разлив Дуная заполняет прилегающие к основному руслу низины, она села на пароход и отправилась в городок Панчево, оставив записку «Прости меня, что я причиняю тебе такое горе, но это необходимо. Пришло время. В течение всей моей жизни Ормузд и Ариман боролись за мою душу…», адресованную сыну Дмитрию. Сойдя с парохода она отправилась на берег Дуная и, связав предварительно себе платком ноги у лодыжек и руки, затянув на них узел зубами, легла на землю и покатилась в воду озера, образованного разливом. По другой версии её гибели она бросилась с моста через Дунай в городе Панчево, предварительно связав себе ноги. Через несколько дней её тело было найдено ниже по течению реки и опознано родственниками. Похоронена в Любляне.

## Сочинения
В Государственном архиве Российской Федерации в фондах личного происхождения хранится фонд Е. Г. Шульгиной (№ Р5974, опись 2), поступивший в архив в 1946 году из пражского Русского заграничного архива, включающий 138 единиц хранения за 1922—1925 годы. В фонд входят черновые заметки по истории римского права, землеустройства в Советском Союзе, о положении русского студенчества в Чехословакии и другие, очерки, рукописные записки «Конспект моих политических переживаний (1903—1922)» (без даты), «Возвращение» (1922), «1917» (1922), «Клевета» (1925) и другие; а так же её личные документы: членский билет Союза русских писателей и журналистов в Чехословацкой Республике, заявление в Комитет по улучшению быта русских писателей и журналистов в Чехословацкой Республике о выдаче ссуды. Письма Е. Г. Шульгиной Н. Ф. Преображенскому, П. Б. Струве и другие, письма от В. А. Лазаревского, Л. Ф. Магеровского и другие.

## Семья
- Отец — Г. К. Градовский.
- Муж — В. В. Шульгин.

Дети
- Василид (1899—1918) во время Гражданской войны добровольцем записался в «Орденскую дружину», состоявшую в основном из учащейся молодёжи, и погиб, как и все 25 юношей из этой дружины, в бою со сторонниками Директории 1 (14) декабря 1918 года при обороне Киева, когда их забыли поставить в известность, что гетман капитулировал и они могут покинуть позицию (этот эпизод лёг в основу сцены боя на «Политехнической стреле» в романе М. А. Булгакова «Белая гвардия»)[10].
- Вениамин в 1920 году — юнкер Флота, служил в пулемётной команде 3-го Марковского полка и пропал без вести (был раненым захвачен красными в плен) во время Крымской эвакуации. Шульгин дважды предпринимал попытки найти следы сына, тайно посещая СССР, но оба раза безуспешно. По некоторым данным, Вениамин умер в доме для умалишённых то ли в Полтаве, то ли в Виннице в начале 1920-х.[11] Биограф Шульгина С. Ю. Рыбас писал, что уже под конец жизни КГБ помог Шульгину разыскать следы сына — в Виннице была найдена лечащий врач Вениамина, к тому времени пожилая дама. Спецслужба организовала Шульгину поездку в Винницу, в которой его сопровождал даже начальник Владимирского областного управления КГБ полковник В. И. Шевченко. Психиатрическая лечебница Винницы, где содержали сына Шульгина, сгорела вместе со всем архивом в ходе Великой Отечественной войны, но врач вспомнила: «Это было очень давно, в 1925 году, но я запомнила вашего сына, потому что он был трудный больной. Он отказывался от пищи и приходилось кормить его насильно. Эта операция так же болезненна для больного, как и для врача… я… была в этой больнице почти до конца 1925 года, а потом уехала. Он мог умереть после этого». Она так же помнила, что у него по голове и по правой половине лица проходил длинный шрам. От больницы сохранилось только больничное кладбище, где под одной из номерных безымянных могил и покоился сын Шульгина.[12]
- Младший сын Дмитрий (23 мая 1905 — 15 июня 1999, Бирмингем (Алабама))[2] в 1920 году поступил в воссозданный в Крыму Морской кадетский корпус, в числе которого на борту Русской эскадры ушёл в Бизерту. Женился на Антонине Ивановне (урождённая Гуаданини). Сын — Василий Дмитриевич (1943 года рождения)[2]. Во время Великой Отечественной войны служил в РОА, был членом НТС, занимался организацией ячеек НТС на оккупированных немцами территориях, преподавал немецкий язык в Минске[13]. В конце 1960-х годов Дмитрий, проживавший после Второй мировой войны в США и состоявший членом Вашингтонского подотдела Северо-американского отдела НТС, нашёл отца. Они вступили в переписку. Шульгин хотел увидеть сына и обратился к советским властям с просьбой о поездке к нему. После долгих мытарств пришёл ответ: «Нецелесообразно»[14], после чего КГБ вообще прервало переписку сына и отца[15]. Дмитрий называл себя Демьяном (в американских документах — англ. Dimitry Schulgin), проживал в городе Бессемере (штат Алабама); американского гражданства так и не принял, говоря: «Но ведь кто-то должен оставаться русским!»[15]